# Reial Federació Neerlandesa d'Escacs

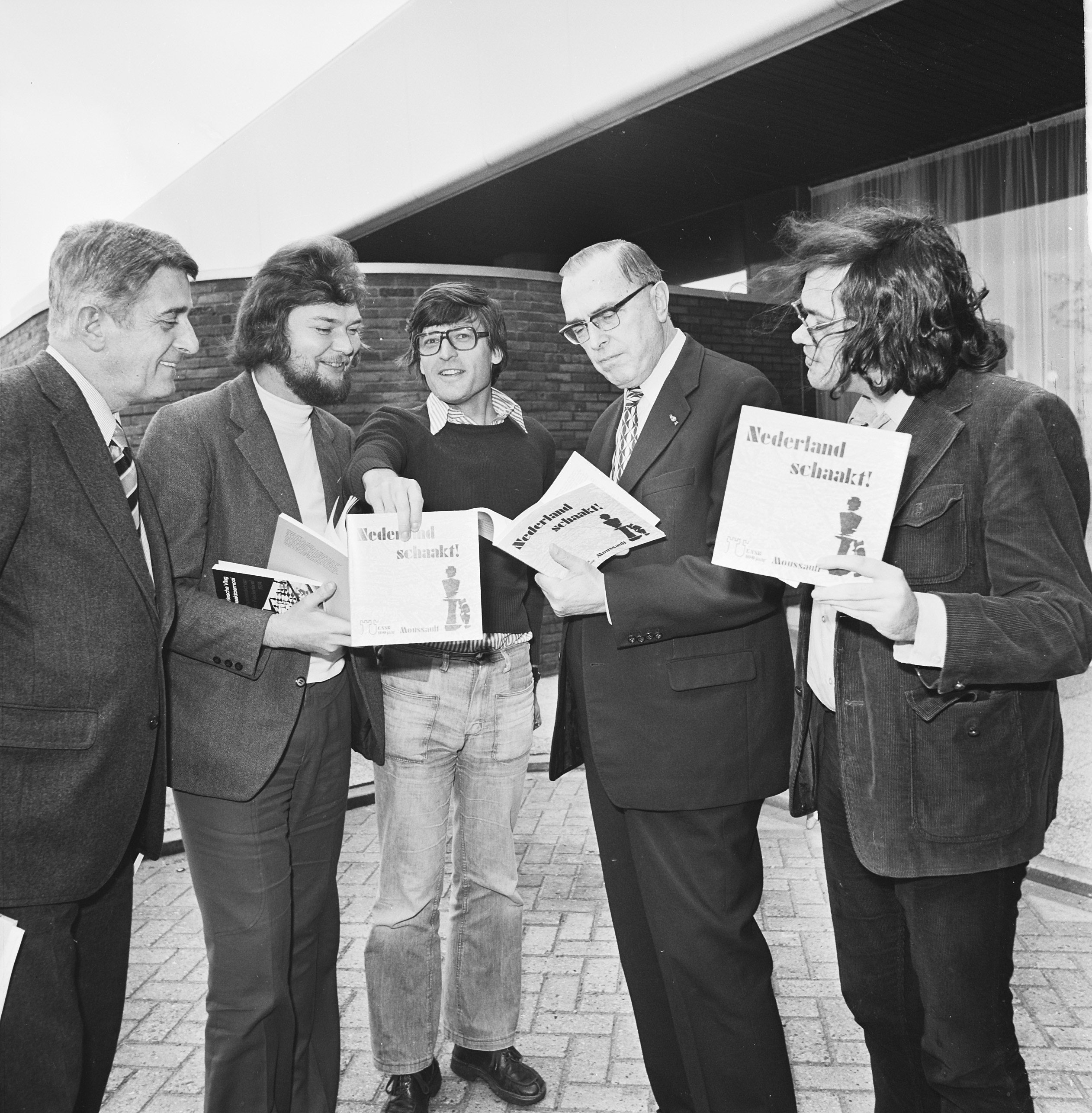
Roda de premsa a Amsterdam amb motiu del 100è aniversari de la KNSB; d'esquerra a dreta amb el fullet Sr. Ruth (president KNSB), Hartoch, Langweg, Euwe i Ree.

La Reial Federació Neerlandesa d'Escacs (en neerlandès: Koninklijke Nederlandse Schaakbond - KNSB) és l'organització nacional d'escacs dels Països Baixos. Està afiliada a la Federació Internacional d'Escacs. La seva seu es troba a Haarlem. L'actual presidenta és Bianca de Jong-Muhren.
La federació va ser fundada l'any 1873 i és una de les federacions esportives més antigues del país. Organitza el Campionat d'escacs dels Països Baixos i iniciatives com un repte d'escacs a les escoles secundàries.

## Presidents
| 1873 | – | 1875    |  | Frederik van Hogendorp   |
| 1876 | – | 1889    |  | J.G.C.A. de Vogel        |
| 1889 | – | 1893    |  | C. van Olst              |
| 1893 | – | 1896    |  | Dirk van Foreest         |
| 1896 | – | 1897    |  | H.J. den Hertog          |
| 1897 | – | 1906    |  | A. van Rhijn             |
| 1906 | – | 1906    |  | H.J. den Hertog          |
| 1906 | – | 1907    |  | Arnold van Foreest       |
| 1907 | – | 1908    |  | A. van Rhijn             |
| 1908 | – | 1909    |  | J.F. Esser               |
| 1909 | – | 1910    |  | Ch. Enschedé             |
| 1910 | – | 1912    |  | W. Peekema               |
| 1912 | – | 1913    |  | H. Gouwentak             |
| 1913 | – | 1919    |  | J.J.R. Moquette          |
| 1919 | – | 1920    |  | J.J. Belinfante          |
| 1920 | – | 1921    |  | J. van der Kolk          |
| 1921 | – | 1922    |  | H. Strick van Linschoten |
| 1922 | – | 1922    |  | M. Levenbach             |
| 1923 | – | 1928    |  | Alexander Rueb           |
| 1929 | – | 1932    |  | G.C.A. Oskam             |
| 1932 | – | 1938    |  | B.J. van Trotsenburg     |
| 1938 | – | 1943    |  | G.W.J. Zittersteyn       |
| 1943 | – | 1945    |  | Max Euwe                 |
| 1945 | – | 1948    |  | G.W.J. Zittersteyn       |
| 1948 | – | 1957    |  | Henk van Steenis         |
| 1957 | – | 1959    |  | A.G. de Blécourt         |
| 1959 | – | 1965    |  | Henk van Steenis         |
| 1965 | – | 1969    |  | F. Goudsmit              |
| 1969 | – | 1970    |  | H.G. Drechsel            |
| 1970 | – | 1974    |  | J.W. Ruth                |
| 1974 | – | 1989    |  | Henk Wille               |
| 1989 | – | 1992    |  | Hans Pont                |
| 1992 | – | 1994    |  | Dick Tommel              |
| 1995 | – | 2003    |  | Herman Hamers            |
| 2003 | – | 2004    |  | Ernst M. Enschedé        |
| 2005 | – | 2006    |  | Joop Roozeboom           |
| 2006 | – | 2007    |  | Sytze Faber              |
| 2007 | – | 2016    |  | Eddy Schuyer             |
| 2016 | - | 2020    |  | Marleen van Amerongen    |
| 2020 | - | present |  | Bianca de Jong-Muhren    |